# Everything Now (single)
Everything Now is een nummer van de Canadese band Arcade Fire. Het nummer verscheen op hun gelijknamige album uit 2017. Op 1 juni van dat jaar werd het nummer uitgebracht als de eerste single van het album.

## Achtergrond
Het nummer bevat een sample van "The Coffee Cola Song" van de Kameroense artiest Francis Bebey. Deze sample bestaat uit een fluitsectie, die op "Everything Now" gespeeld wordt door Patrick Bebey, de zoon van Francis.
Voorafgaand aan de release van het nummer werden een aantal teasers van "Everything Now" uitgebracht. Op het Spaanse festival Primavera Sound in Barcelona werd op 31 mei 2017 een 12"-single van het nummer verkocht. Een dag later werd de single officieel digitaal uitgebracht. Op 9 juni werd de 12"-single weer verkocht in de Verenigde Staten en het Verenigd Koninkrijk.
Op 1 juni 2017 verscheen op YouTube de videoclip van "Everything Now". De clip is geregisseerd door The Sacred Egg en opgenomen in Los Angeles.

## NPO Radio 2 Top 2000
| Nummer met noteringen in de NPO Radio 2 Top 2000 | '17 | '18 | '19 | '20 | '21 | '22  | '23  | '24  |
| ------------------------------------------------ | --- | --- | --- | --- | --- | ---- | ---- | ---- |
| Everything Now                                   | 495 | 563 | 687 | 766 | 910 | 1091 | 1276 | 1352 |

1. ↑  Een vetgedrukt getal geeft de hoogste notering aan.
2. ↑  2017 was het eerste jaar met een notering voor dit nummer.